# Joshua Tillman
Joshua Michael Tillman (né le 3 mai 1981), aussi connu sous le nom de J. Tillman ou Father John Misty, est un chanteur, guitariste, compositeur et batteur américain. S'il a commencé une carrière solo depuis 2004, Tillman est un ancien membre de nombres de groupes de rock indé : Saxon Shore, Fleet Foxes, Jeffertitti's Nile, Pearly Gate Music, Siberian, Har Mar Superstar, Poor Moon, Low Hums, Jonathan Wilson, Bill Patton, The Lashes, Stately English. Il a également tourné avec des musiciens du Nord-Ouest Pacifique comme : Damien Jurado, Jesse Sykes, et David Bazan,.

## Discographie

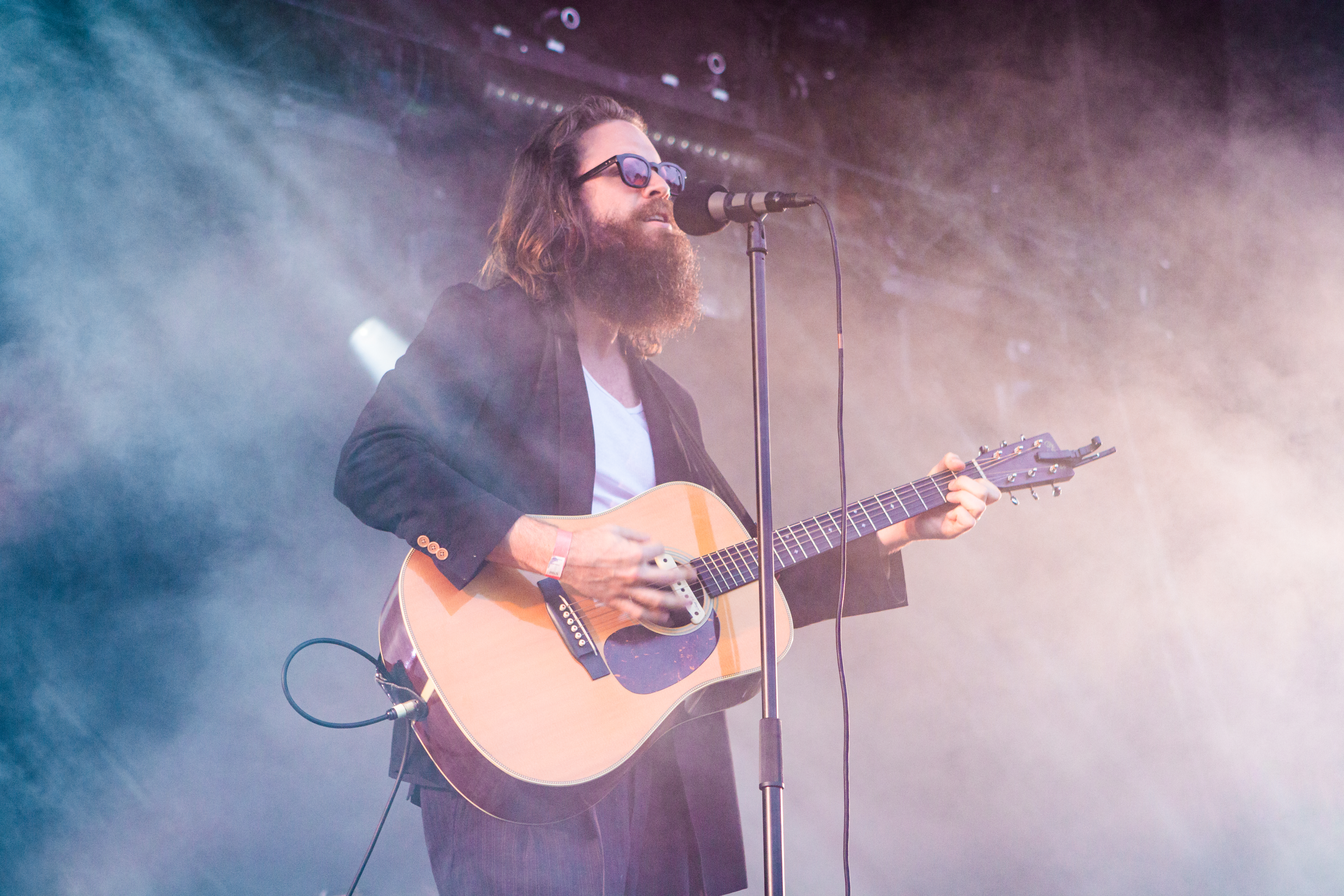
Father John Misty au Haldern Pop Festival 2019.

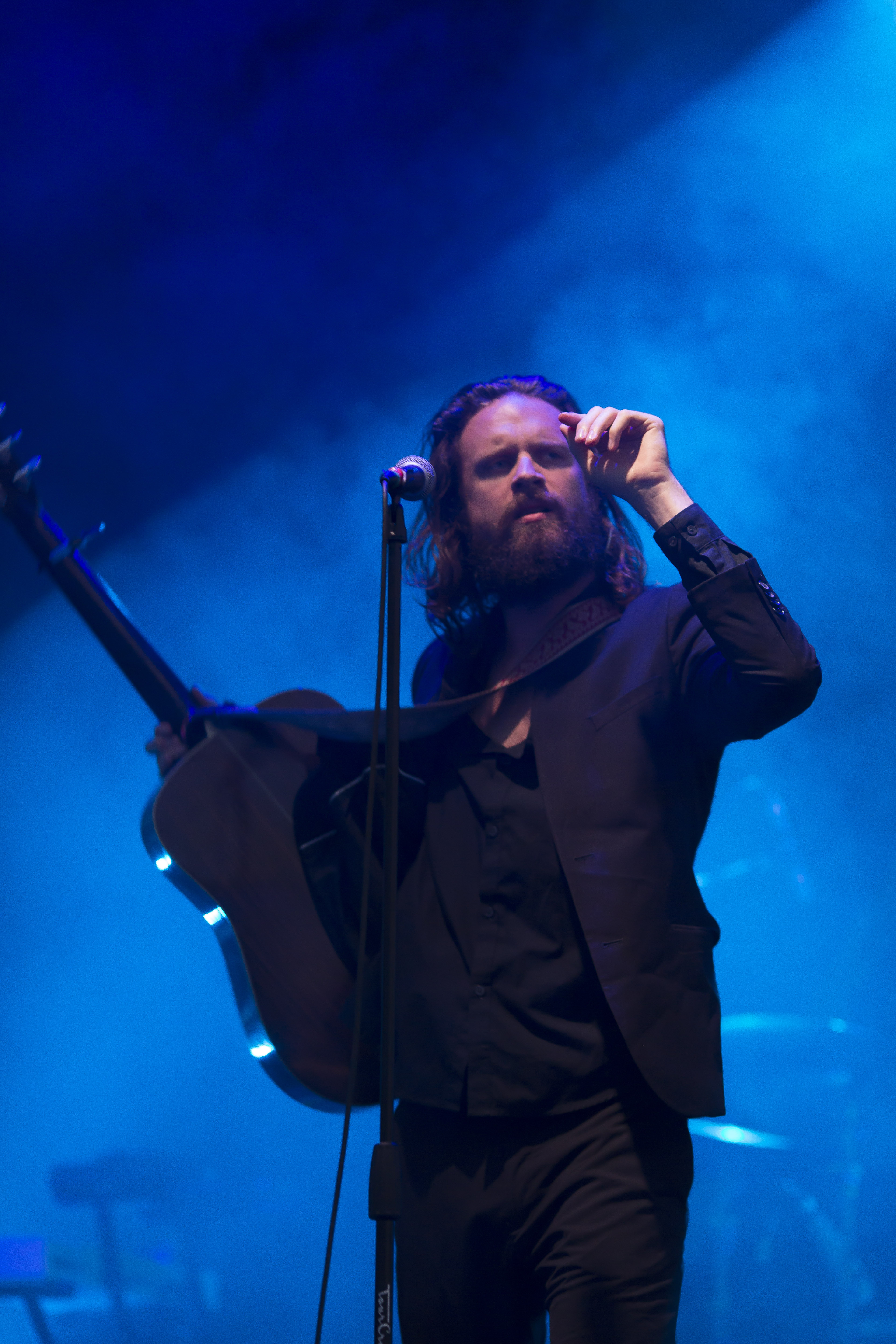
Father John Misty, 2015

### Albums studio

#### Comme J. Tillman
- Untitled No. 1 (Broken Factory, 2003)
- I Will Return (auto-produit 2004)
- Long May You Run, J. Tillman (Keep Recordings, 2006)
- Minor Works (Fargo, 2006)
- Cancer And Delirium (Yer Bird, 2007)
- Vacilando Territory Blues (Western Vinyl, 2009) – UK #191
- Year In The Kingdom (Western Vinyl, 2009)
- Singing Ax  (Western Vinyl, Sept 14, 2010)

#### Comme Father John Misty
- Fear Fun (Sub Pop, 2012)
- I Love You, Honeybear (Sub Pop, 2015)
- Pure Comedy (Sub Pop, 2017)
- God's Favorite Customer (Sub Pop, 2018)
- Chloë and the Next 20th Century (Sub Pop, 2022)
- Mahashmashana (Sub Pop, 2024)

### EPs
- J. Tillman (auto-produit, 2003)
- Documented (auto-produit, 2006)
- Isle Land (DVD/EP) (Bella Union, 2008)
- Laminar Excursion Monthly #8 (Procession at Night)  (Crossroads of America Records/Flannelgraph Records, 2010)
- The Demos (Sub Pop, 2012) (comme Father John Misty)
- The History Of Caves (Sub Pop, 2013) (Soundtrack, comme Josh Tillman)
- "I Luv You HB" Demos (Sub Pop/Bella Union, 2015) (comme Father John Misty)

### Singles, contributions et reprises

#### Singles
- "Wild Honey Never Stolen / Borne Away on a Black Barge" – (Western Vinyl, 2009) (comme J. Tillman)
- Marissa Nadler / Father John Misty – "Hollywood Forever Cemetery Sings / Drive 7"" – (Bella Union, août 2014)
- "Bored In The USA" – (Sub Pop, novembre 2014)
- "Chateau Lobby #4 (In C For Two Virgins)" – (Sub Pop, décembre 2014), #19 Billboard Adult Album Alternative
- "I Loved You Honeybee/I've Never Been a Woman", Heart-shaped 7" – (Sub Pop, avril 2015) – sortie pour le Disquaire Day[12].
- "The Angry River", True Detective Soundtrack (août 2015)

#### Contributions
- Kid Cudi – "Young Lady" (feat. Father John Misty) – ("Indicud", Republic Records, avril 2013)
- Botany – "Laughtrack" (feat. Father John Misty) – (sans album, Western Vinyl, octobre 2014)
- Lana Del Rey - "Let The Light In" ( feat. Father John Misty) - ( Did You Know That There's a Tunnel Under Ocean Blvd, 2023)

#### Covers
- "Tillman Sings 'Tonight's The Night'" (auto-produit, 13 septembre 2010) (as J. Tillman)

## Performances notables
- Late Show with David Letterman, 1er mai 2012[13]
- KCRW: Morning Becomes Eclectic, 30 mai, 2012[14]
- Late Show with David Letterman, 3 novembre 2014[15]
- Roskilde Festival2 juillet 2015 au Avalon Stage[16].
- The Late Show with Stephen Colbert, 14 janvier 2016 [17]